# Aurelia Garbowska-Górska
Aurelia Garbowska-Górska (ur. 30 marca 1930 w Warszawie, zm. 26 grudnia 2000 w Łodzi) – polska lekarka, specjalistka medycyny sądowej, biegła sądowa, uczennica prof. Bronisława Puchowskiego.
Dzieciństwo spędziła w Warszawie, gdzie rozpoczęła naukę w liceum na tajnych kompletach, zakończoną po wojnie w IV LO w Łodzi. Następnie podjęła studia lekarskie na Wydziale Lekarskim Uniwersytetu Łódzkiego w 1954 roku uzyskując dyplom lekarza. Wybrała specjalizację z zakresu medycyny sądowej i w 1967 roku doktoryzowała się na podstawie rozprawy pt. „O tak zwanym pośmiertnym obrzęku płuc u szczura białego oraz o innych pośmiertnych zmianach morfologicznych w płucach”.
W 1954 została zatrudniona w Katedrze i Zakładzie Medycyny Sądowej w Łodzi i pracowała tam nieprzerwanie aż do śmierci, w latach 1990–1997 pełniła obowiązki kierownika tejże placówki. Przez wiele lat była konsultantem wojewódzkim w dziedzinie medycyny sądowej dla województwa łódzkiego i włocławskiego, w 1992 roku została mianowana specjalistą regionalnym ds. medycyny sądowej, którą to funkcję sprawowała aż do śmierci. Wieloletni ceniony nauczyciel akademicki, autorka i współautorka prac z zakresu tanatologii, uszkodzeń ciała, alkohologii i błędu lekarskiego, odznaczona m.in.: Krzyżem Kawalerskim Orderu Odrodzenia Polski, Złotym Krzyżem Zasługi, Medalem Komisji Edukacji Narodowej, członek Polskiego Towarzystwa Medycyny Sądowej i Kryminologii, zapalona brydżystka.